# Nogometni Klub Široki Brijeg 2017-2018

## Rosa 2017-2018
| N. |                                 | Ruolo | Calciatore     |
| -- | ------------------------------- | ----- | -------------- |
| 1  | Bosnia ed Erzegovina (bandiera) | P     | Luka Bilobrk   |
| 4  | Bosnia ed Erzegovina (bandiera) | C     | Danijel Kožul  |
| 5  | Croazia (bandiera)              | D     | Bernardo Matić |
| 6  | Bosnia ed Erzegovina (bandiera) | D     | Josip Barišić  |
| 7  | Bosnia ed Erzegovina (bandiera) | D     | Dino Ćorić     |
| 9  | Croazia (bandiera)              | A     | Dejan Čabraja  |
| 10 | Bosnia ed Erzegovina (bandiera) | C     | Jure Ivanković |
| 11 | Croazia (bandiera)              | C     | Ivan Baraban   |
| 12 | Croazia (bandiera)              | P     | Nikola Marić   |
| 14 | Bosnia ed Erzegovina (bandiera) | C     | Mateo Marić    |
| 15 | Brasile (bandiera)              | C     | Wagner Lago    |
| 16 | Bosnia ed Erzegovina (bandiera) | C     | Josip Ćorluka  |

| N. |                                 | Ruolo | Calciatore       |
| -- | ------------------------------- | ----- | ---------------- |
| 17 | Bosnia ed Erzegovina (bandiera) | C     | Luka Menalo      |
| 18 | Bosnia ed Erzegovina (bandiera) | D     | Ivan Miličević   |
| 20 | Croazia (bandiera)              | C     | Luka Grubišić    |
| 21 | Bosnia ed Erzegovina (bandiera) | A     | Stipe Jurić      |
| 22 | Croazia (bandiera)              | C     | Josip Ćorić      |
| 23 | Bosnia ed Erzegovina (bandiera) | P     | Martin Zlomislić |
| 24 | Bosnia ed Erzegovina (bandiera) | C     | Stjepan Lončar   |
| 27 | Croazia (bandiera)              | C     | Luka Begonja     |
| 28 | Croazia (bandiera)              | D     | Slavko Bralić    |
| 29 | Bosnia ed Erzegovina (bandiera) | A     | Ivan Krstanović  |
| 32 | Bosnia ed Erzegovina (bandiera) | D     | Toni Nikić       |
| 33 | Bosnia ed Erzegovina (bandiera) | D     | Stipo Marković   |